# 7088 Ishtar
7088 Ishtar este o planetă minoră (asteroid), cu un diametru de 1,298 km, din Asteroid Amor. A fost descoperită pe 1 ianuarie 1992 la Observatorul Palomar de Carolyn S. Shoemaker și a fost numită după Iștar. 
Obiectul prezintă o orbită caracterizată de o semiaxă mare de 1,9804158 UAi, o excentricitate de 0,390618, o înclinație de 8,3045 ° în raport cu ecliptica.